# Katolická církev v Súdánu
Katolická církev v Súdánu je křesťanské společenství v jednotě s papežem. Ke katolicismu se v Súdánu hlásily v roce 2009 asi 4 milióny obyvatel, tzn. necelých 10% populace; po oddělení Jižního Súdánu žije v zemí asi 1,1 miliónů katolíků, tj. asi 3,2% populace.

## Církevní struktura římskokatolické církve

Mapa církevní správy v Súdánu a Jižním Súdánu

V Súdánu je jedna církevní provincie chartúmská, která se skládá z jedné arcidiecéze a jedné diecéze:
- Arcidiecéze chartúmská (2)
  - Diecéze al-Ubayyid (1)

Věřící východních katolických církví jsou formálně příslušní k diecézím v Egyptě.

## Biskupská konference
Všichni katoličtí biskupové v zemi jsou spolu s jihosúdánskými biskupy členy Súdánské konference katolických biskupů (Sudan Catholic Bishops' Conference, SCBC) se sídlem v jihosúdánské Džubě. Ta je organizována v Asociaci členů biskupských konferencí východní Afriky (Association of Member Episcopal Conferences in Eastern Africa, AMECEA) a v celoafrickém Sympoziu biskupských konferencí Afriky a Madagaskaru.
Ze Súdánu pochází jediný kardinál, Gabriel Zubeir Wako, emeritní arcibiskup chartúmský.

## Nunciatura
Svatý stolec je v Súdánu reprezentován apoštolským nunciem, jenž sídí v Chartúmu a jímž je od roku 2014 Hubertus Matheus Maria van Megen.

## Patroni
- Svatá Josefína Bakhita
- Svatý Daniel Comboni